# Mária Rejholcová
Mária Rejholcová (szül. Hrmová; Felsőapáti, 1933. június 1.) szlovák régész.

## Élete
1948-ban az akkor turócszentmártoni székhelyű Régészeti Intézet munkatársa lett. Az intézet Nyitrára költözése után is számos régészeti feltáráson működött közre. A Comenius Egyetemen externistaként történelem szakon régészeti témával (Slovanské osídlenie stredného Slovenska) végzett,
s a kora középkori kutatásra fókuszált. 1971-ben ugyanott kisdoktori fokozatot szerzett. 45 évet dolgozott a Régészeti Intézetben.
A Szlovák Régészeti Társaság tudományos titkára volt. Ásatott többek között Érsekújvárott, Bagotán, Szímőn, Csúzon és Elefánton.

## Elismerései
- 1978 a SzTA emlékérme
- 1983 a SzTA érdemes munkatársa
- 1993 a Szlovák Régészeti Társaság köszönőlevele
- 2003 a Szlovák Régészeti Társaság elismerése
- 2009 a Régészeti Intézet bronzérme

## Művei
- 1971 Slovanskóe osídlenie stredoslovenského kraja. Slovenská archeológia 19
- 1976 Pohrebisko z 10. a 11. storočia v Hurbanove-Bohatej. Slovenská archeológia XXIV/1, 191-234
- 1982 Laténske a belobrdské pohrebisko v Dubníku. AVANS 1981, 57–59 (tsz. Bujna, J. – Cheben, I.)
- 1983 Prvá sezóna záchranného výskumu v Dubníku. AVANS 1982, 66–67 (tsz. Jozef Bujna)
- 1988 Pohrebisko z 10. storočia v Dubníku. Slovenská archeológia XXXVI/2, 433–454
- 1991 Včasnostredoveká nádoba z Lefantoviec. AVANS
- 1992 Včasnoslovanské pohrebisko v Čakajovciach. Slovenská archeológia 38, 251-278
- 1995 Pohrebisko v Čakajovciach (9.-12. storočie). Nitra
- 1999 Pohrebisko v Čakajovciach (9. – 12. storočie). Vyhodnotenie. Bratislava (tsz. Milan Hanuliak)